# Supercopa de Chile 2022
La Supercopa de Chile 2022, también conocido como «Supercopa Easy 2022», fue la 10.º edición de la Supercopa de Chile, competición que se disputó el 23 de enero de 2022 entre los campeones de la Primera División del año 2021 y de la Copa Chile 2021, correspondiente a la temporada 2022.

## Participantes
Los equipos participantes son los equipos que se coronaron campeones del Campeonato Nacional de Primera División y de la Copa Chile de la temporada 2021, respectivamente. Ambos campeones se enfrentaron a partido único.
| Universidad Católica | Campeón de Primera División 2021 |
| Colo-Colo            | Campeón de Copa Chile 2021       |

## Partido
| 1    | Guardameta     | Sebastián Pérez       |     |
| 19   | Defensa        | José Pedro Fuenzalida |     |
| 17   | Defensa        | Branco Ampuero        | 87' |
| 5    | Defensa        | Valber Huerta         |     |
| 24   | Defensa        | Alfonso Parot         |     |
| 26   | Centrocampista | Marcelino Núñez       |     |
| 13   | Centrocampista | Sebastián Galani      |     |
| 10   | Centrocampista | Felipe Gutiérrez      | 72' |
| 30   | Delantero      | Diego Valencia        |     |
| 9    | Delantero      | Fernando Zampedri     |     |
| 16   | Delantero      | Clemente Montes       | 57' |
| D.T. | D.T.           | Cristian Paulucci     |     |

| 1    | Guardameta     | Brayan Cortés      |     |
| 16   | Defensa        | Óscar Opazo        |     |
| 37   | Defensa        | Maximiliano Falcón |     |
| 15   | Defensa        | Emiliano Amor      |     |
| 17   | Defensa        | Gabriel Suazo      |     |
| 6    | Centrocampista | César Fuentes      |     |
| 5    | Centrocampista | Leonardo Gil       | 83' |
| 23   | Centrocampista | Esteban Pavez      |     |
| 36   | Delantero      | Pablo Solari       | 83' |
| 19   | Delantero      | Juan Martín Lucero |     |
| 8    | Delantero      | Gabriel Costa      | 88' |
| D.T. | D.T.           | Gustavo Quinteros  |     |

| 20 | Delantero      | Gonzalo Tapia    | 57' |  |
| 18 | Centrocampista | Diego Buonanotte | 72' |  |
| 14 | Delantero      | Fabián Orellana  | 87' |  |
|    |                |                  |     |  |
|    |                |                  |     |  |

| 11 | Delantero      | Marcos Bolados   | 83' |  |
| 26 | Centrocampista | Carlo Villanueva | 83' |  |
| 4  | Defensa        | Matías Zaldivia  | 88' |  |
|    |                |                  |     |  |
|    |                |                  |     |  |

| Anotado | 62'   | Leonardo Gil     | 0–1 |
| Anotado | 90+1' | Carlo Villanueva | 0–2 |

| Amonestado | 20' | Fernando Zampedri |
| Amonestado | 23' | Alfonso Parot     |
| Amonestado | 27' | Felipe Gutiérrez  |
| Amonestado | 52' | Clemente Montes   |
| Amonestado | 74' | Sebastián Galani  |

| Amonestado | 23'   | Pablo Solari       |
| Amonestado | 45+1' | Emiliano Amor      |
| Amonestado | 61'   | Maximiliano Falcón |
| Amonestado | 73'   | Óscar Opazo        |

| Expulsado |  | No hubo |

| Expulsado |  | No hubo |

| Árbitro             | José Cabero        |
| Árbitros asistentes | José Retamal       |
| Árbitros asistentes | Juan Serrano       |
| Cuarto árbitro      | Rafael Troncoso    |
| VAR                 | Francisco Gilabert |
| VAR                 | Raúl Orellana      |

| 1    | Guardameta     | Sebastián Pérez       |     |
| 19   | Defensa        | José Pedro Fuenzalida |     |
| 17   | Defensa        | Branco Ampuero        | 87' |
| 5    | Defensa        | Valber Huerta         |     |
| 24   | Defensa        | Alfonso Parot         |     |
| 26   | Centrocampista | Marcelino Núñez       |     |
| 13   | Centrocampista | Sebastián Galani      |     |
| 10   | Centrocampista | Felipe Gutiérrez      | 72' |
| 30   | Delantero      | Diego Valencia        |     |
| 9    | Delantero      | Fernando Zampedri     |     |
| 16   | Delantero      | Clemente Montes       | 57' |
| D.T. | D.T.           | Cristian Paulucci     |     |

| 1    | Guardameta     | Brayan Cortés      |     |
| 16   | Defensa        | Óscar Opazo        |     |
| 37   | Defensa        | Maximiliano Falcón |     |
| 15   | Defensa        | Emiliano Amor      |     |
| 17   | Defensa        | Gabriel Suazo      |     |
| 6    | Centrocampista | César Fuentes      |     |
| 5    | Centrocampista | Leonardo Gil       | 83' |
| 23   | Centrocampista | Esteban Pavez      |     |
| 36   | Delantero      | Pablo Solari       | 83' |
| 19   | Delantero      | Juan Martín Lucero |     |
| 8    | Delantero      | Gabriel Costa      | 88' |
| D.T. | D.T.           | Gustavo Quinteros  |     |

| 20 | Delantero      | Gonzalo Tapia    | 57' |  |
| 18 | Centrocampista | Diego Buonanotte | 72' |  |
| 14 | Delantero      | Fabián Orellana  | 87' |  |
|    |                |                  |     |  |
|    |                |                  |     |  |

| 11 | Delantero      | Marcos Bolados   | 83' |  |
| 26 | Centrocampista | Carlo Villanueva | 83' |  |
| 4  | Defensa        | Matías Zaldivia  | 88' |  |
|    |                |                  |     |  |
|    |                |                  |     |  |

| Anotado | 62'   | Leonardo Gil     | 0–1 |
| Anotado | 90+1' | Carlo Villanueva | 0–2 |

| Amonestado | 20' | Fernando Zampedri |
| Amonestado | 23' | Alfonso Parot     |
| Amonestado | 27' | Felipe Gutiérrez  |
| Amonestado | 52' | Clemente Montes   |
| Amonestado | 74' | Sebastián Galani  |

| Amonestado | 23'   | Pablo Solari       |
| Amonestado | 45+1' | Emiliano Amor      |
| Amonestado | 61'   | Maximiliano Falcón |
| Amonestado | 73'   | Óscar Opazo        |

| Expulsado |  | No hubo |

| Expulsado |  | No hubo |

| Árbitro             | José Cabero        |
| Árbitros asistentes | José Retamal       |
| Árbitros asistentes | Juan Serrano       |
| Cuarto árbitro      | Rafael Troncoso    |
| VAR                 | Francisco Gilabert |
| VAR                 | Raúl Orellana      |

## Campeón
|                       |
| Colo-Colo 3.er título |